# Loznica
Loznica (în sârbă Лозница, pronunțat [lǒznit͡sa] ) este un oraș situat în districtul Mačva din vestul Serbiei. Se află pe malul drept al râului Drina. În 2011, orașul a avut o populație totală de 19.572 de persoane, în timp ce zona administrativă (comuna Loznica) a avut o populație de 79.327 de persoane. 
Numele său provine de la cuvântul "loza" (cuvântul sârb pentru viță de vie). Inițial, numele său era Lozica (cuvântul sârb pentru viță de vie mică), dar ulterior a devenit Loznica. 

## Istorie
Multe descoperiri arheologice atestă existenta populației din această zonă încă din timpurile preistorice (vezi Muzeul Jadra). În jurul anului 900 - 300 d.Hr., această zonă a fost locuită de iliri. Cea mai veche așezare, Ad Drinum, datează din epoca romană.
Așezarea de pe locul Loznica de astăzi a fost menționată pentru prima dată în carta regelui Ștefan Uroș al II-lea Milutin de la începutul secolului al XIV-lea. Numele său a provenit probabil de la cuvântul în sârbă pentru viță-de-vie din cauza numărului mare de podgorii din zonă.
Pe vremea primei răscoale sârbe împotriva turcilor, ducele Anta Bogićević se afla la Loznica, unde a condus bătălia de la Loznica din 17 și 18 octombrie 1810.
Așezarea Loznica a devenit oraș în 1834, la un an de la alipirea sa în Principatul Serbiei. Pe lângă școala elementară pentru băieți, care a funcționat cu întreruperi din 1795, în 1871 a fost creată o școală pentru fete. În 1888, Loznica a avut o instituție monetară, o casă de economii, un tribunal și un spital.
Satul Tekeriš din comuna Loznica este renumit deoarece în apropiere a avut loc Bătălia de pe Muntele Cer, care a fost prima victorie a Antantei în Primul Război Mondial. 
În sat se află un osuar de pomenire a celor căzuți în Bătălia de pe Muntele Cer și o biserică dedicată Sfântului Profet Ilie.
A doua bătălie din această zonă din Primul Război Mondial s-a încheiat cu Bătălia de la Jagodnja, din 18 - 23 septembrie 1914. Bătălia de la Kolubara, a treia bătălie din această zonă s-a dat între 16 noiembrie - 15 decembrie 1914 și s-a finalizat cu o victorie sârbă împotriva trupelor austro-ungare. În luptele de la Gucevo și Drina, după mari pierderi, armata sârbă s-a retras la Kolubara. Orașul Loznica a fost eliberat abia la 2 noiembrie 1918.
Odată cu apariția Regatului Serbiei și Muntenegrului, poziția orașului a fost schimbată fundamental. Din oraș de graniță, a ajuns adânc în interiorul noului stat. 
Viața pașnică a locuitorilor din Loznica a fost întreruptă de al doilea război mondial. Cetnicii au eliberat Loznica la 31 august 1941. Germanii au recucerit Loznica, iar în octombrie 1941, 2.960 de persoane, femei și copii au fost împușcați ca represalii în Draginac. Loznica a fost eliberat din nou la 23 septembrie 1944. La eliberarea din 1944, Loznica a avut aproximativ 3.000 de locuitori. Conform recensământului din 1991, în comuna Loznica trăiau 87 658 de locuitori în 54 de așezări. Orașul în sine a avut 18.826 de locuitori în acel an, iar cu suburbiile Klupci, Krajičniki și Loznički polje, puțin sub 34.000.
În timpul războaielor iugoslave, Loznica a fost o stație de tranzit și un loc pentru refugiați și persoane defavorizate. Undeva peste 70.000 de oameni au trecut prin acest oraș, dintre care mulți au primit asistență și îngrijire. Chiar și astăzi, aproximativ 15.000 de refugiați și persoane strămutate locuiesc în zona comunei Loznica.

## Geografie și climă
Orașul este situat în vestul Serbiei, în districtul Mačva, în apropierea graniței cu Bosnia și Herțegovina. Se află pe malul drept al râului Drina . 

### Climat
Loznica are o climă subtropicală umedă cu ierni reci, adesea foarte reci din cauza vânturilor de munte din munții apropiați și veri calde până la fierbinți. Când aerul fierbinte din Marea Adriatică începe să circule spre interior, spre nord-est se ridică peste barierele muntoase (Zlatar și Zlatibor), cu un efect de jet și continuă în viteză spre vestul Serbiei. 
| Date climatice pentru Loznica (1981–2010, extremes 1961–2010) | Date climatice pentru Loznica (1981–2010, extremes 1961–2010) | Date climatice pentru Loznica (1981–2010, extremes 1961–2010) | Date climatice pentru Loznica (1981–2010, extremes 1961–2010) | Date climatice pentru Loznica (1981–2010, extremes 1961–2010) | Date climatice pentru Loznica (1981–2010, extremes 1961–2010) | Date climatice pentru Loznica (1981–2010, extremes 1961–2010) | Date climatice pentru Loznica (1981–2010, extremes 1961–2010) | Date climatice pentru Loznica (1981–2010, extremes 1961–2010) | Date climatice pentru Loznica (1981–2010, extremes 1961–2010) | Date climatice pentru Loznica (1981–2010, extremes 1961–2010) | Date climatice pentru Loznica (1981–2010, extremes 1961–2010) | Date climatice pentru Loznica (1981–2010, extremes 1961–2010) | Date climatice pentru Loznica (1981–2010, extremes 1961–2010) |
| Luna                                                          | Ian                                                           | Feb                                                           | Mar                                                           | Apr                                                           | Mai                                                           | Iun                                                           | Iul                                                           | Aug                                                           | Sep                                                           | Oct                                                           | Nov                                                           | Dec                                                           | Anual                                                         |
| ------------------------------------------------------------- | ------------------------------------------------------------- | ------------------------------------------------------------- | ------------------------------------------------------------- | ------------------------------------------------------------- | ------------------------------------------------------------- | ------------------------------------------------------------- | ------------------------------------------------------------- | ------------------------------------------------------------- | ------------------------------------------------------------- | ------------------------------------------------------------- | ------------------------------------------------------------- | ------------------------------------------------------------- | ------------------------------------------------------------- |
| Maxima medie °C (°F)                                          | 5.1 (41,2)                                                    | 7.6 (45,7)                                                    | 12.8 (55)                                                     | 17.9 (64,2)                                                   | 23.3 (73,9)                                                   | 26.0 (78,8)                                                   | 28.3 (82,9)                                                   | 28.4 (83,1)                                                   | 23.9 (75)                                                     | 18.8 (65,8)                                                   | 11.6 (52,9)                                                   | 6.2 (43,2)                                                    | 17,5 (63,5)                                                   |
| Media zilnică °C (°F)                                         | 0.8 (33,4)                                                    | 2.4 (36,3)                                                    | 6.9 (44,4)                                                    | 11.8 (53,2)                                                   | 17.0 (62,6)                                                   | 20.0 (68)                                                     | 21.8 (71,2)                                                   | 21.4 (70,5)                                                   | 16.8 (62,2)                                                   | 11.9 (53,4)                                                   | 6.3 (43,3)                                                    | 2.2 (36)                                                      | 11,6 (52,9)                                                   |
| Minima medie °C (°F)                                          | −2.3 (27,9)                                                   | −1.5 (29,3)                                                   | 2.1 (35,8)                                                    | 6.5 (43,7)                                                    | 11.2 (52,2)                                                   | 14.4 (57,9)                                                   | 15.9 (60,6)                                                   | 15.6 (60,1)                                                   | 11.7 (53,1)                                                   | 7.3 (45,1)                                                    | 2.7 (36,9)                                                    | −0.9 (30,4)                                                   | 6,9 (44,4)                                                    |
| Minima istorică °C (°F)                                       | −25.4 (−13.7)                                                 | −20 (−4.0)                                                    | −15.5 (4,1)                                                   | −5.4 (22,3)                                                   | −0.7 (30,7)                                                   | 4.1 (39,4)                                                    | 7.7 (45,9)                                                    | 5.0 (41)                                                      | −0.1 (31,8)                                                   | −4.6 (23,7)                                                   | −13.4 (7,9)                                                   | −17.6 (0,3)                                                   | −25,4 (−13,7)                                                 |
| Precipitații mm (inches)                                      | 59.3 (2.335)                                                  | 46.0 (1.811)                                                  | 65.7 (2.587)                                                  | 62.8 (2.472)                                                  | 78.2 (3.079)                                                  | 108.5 (4.272)                                                 | 85.2 (3.354)                                                  | 75.2 (2.961)                                                  | 69.5 (2.736)                                                  | 73.5 (2.894)                                                  | 74.4 (2.929)                                                  | 69.6 (2.74)                                                   | 868,0 (34,173)                                                |
| Umiditate [%]                                                 | 83                                                            | 78                                                            | 71                                                            | 69                                                            | 69                                                            | 71                                                            | 69                                                            | 71                                                            | 76                                                            | 80                                                            | 82                                                            | 84                                                            | 75                                                            |
| Nr. de zile cu precipitații (≥ 0.1 mm)                        | 13                                                            | 12                                                            | 13                                                            | 13                                                            | 13                                                            | 14                                                            | 10                                                            | 9                                                             | 10                                                            | 11                                                            | 13                                                            | 15                                                            | 147                                                           |
| Nr. mediu de zile cu ninsoare                                 | 7                                                             | 7                                                             | 4                                                             | 1                                                             | 0                                                             | 0                                                             | 0                                                             | 0                                                             | 0                                                             | 0                                                             | 3                                                             | 6                                                             | 28                                                            |
| Ore însorite                                                  | 60.0                                                          | 90.3                                                          | 140.2                                                         | 176.0                                                         | 231.7                                                         | 247.8                                                         | 292.5                                                         | 273.5                                                         | 197.2                                                         | 143.1                                                         | 82.7                                                          | 51.5                                                          | 1.986,4                                                       |
| Sursă: Republic Hydrometeorological Service of Serbia         |                                                               |                                                               |                                                               |                                                               |                                                               |                                                               |                                                               |                                                               |                                                               |                                                               |                                                               |                                                               |                                                               |

## Date demografice
Conform recensământului din 2011, printre grupurile etnice din orașul Loznica se numără cele de sârbi (79.327) și un număr mai mic de rromi (761), musulmani etnici (660), iugoslavi (74), muntenegreni (58) și alții. 

## Așezări
În afară de Loznica, comuna include următoarele așezări: 
- Banja Koviljača
- Baščeluci
- Bradić
- Brezjak
- Brnjac
- Veliko Selo
- Voćnjak
- Gornja Badanja
- Gornja Borina
- Gornja Koviljača
- Gornja Sipulja
- Gornje Nedeljice
- Gornji Dobrić
- Grnčara
- Donja Badanja
- Donja Sipulja
- Donje Nedeljice
- Donji Dobrić
- Draginac
- Zajača
- Jadranska Lešnica
- Jarebice
- Jelav
- Joševa
- Jugovići
- Kamenica
- Klupci
- Kozjak
- Korenita
- Krajišnici
- Lešnica
- Lipnica
- Lipnički Šor
- Lozničko Polje
- Milina
- Meraja
- Novo Selo
- Paskovac
- Ploča
- Pomijača
- Ribarice
- Runjani
- Simino Brdo
- Slatina
- Straža
- Stupnica
- Tekeriš
- Trbosilje
- Trbušnica
- Tršić
- Filipovići
- Cikote
- Čokešina
- Šurice

## Economie

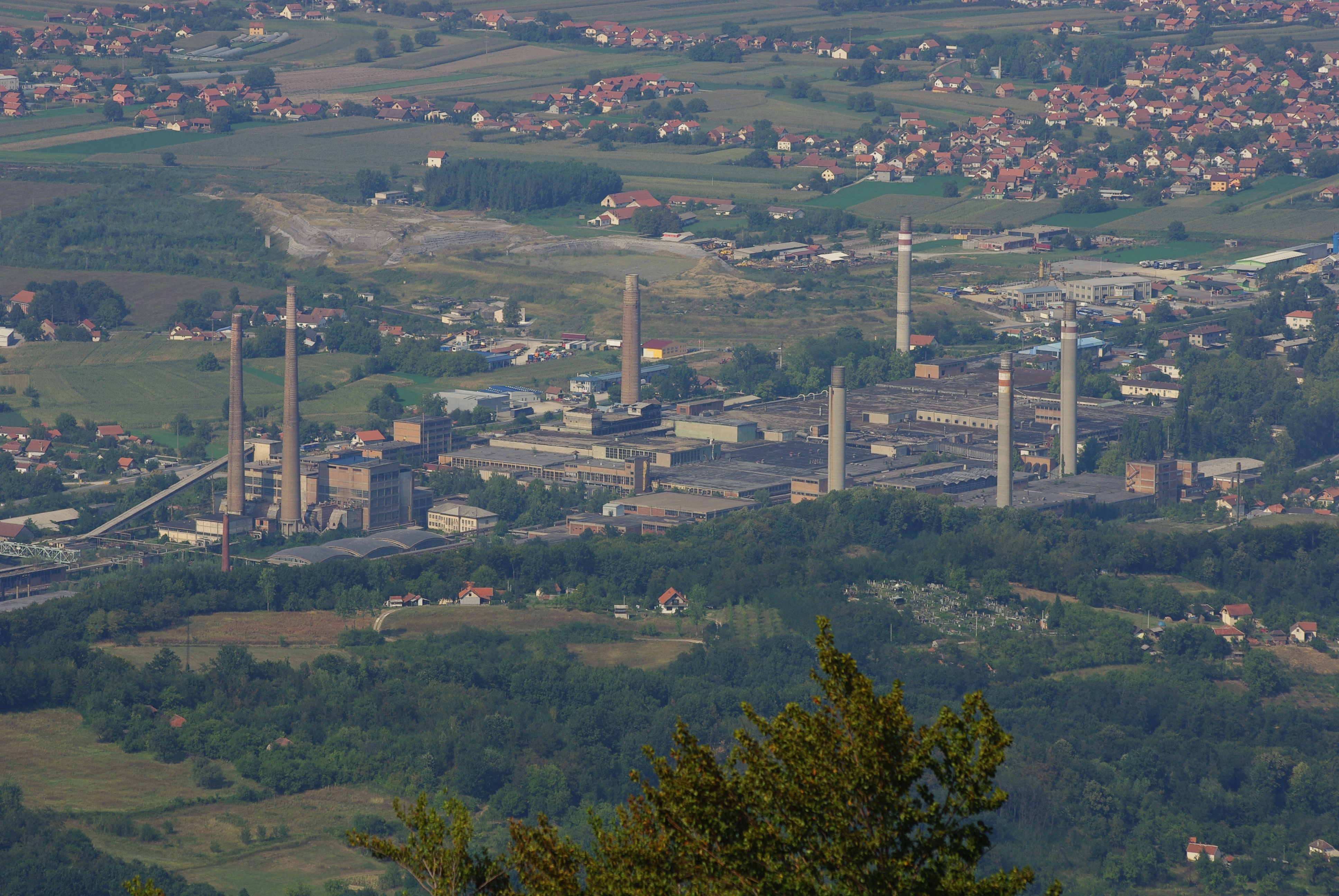
Fabrica Viskoza

Cea mai mare fabrică din Loznica a fost „HI Viskoza Loznica”, fondată în 1957 cu peste 10.000 de angajați (în 1981), pe vremea când orașul a avut 18.000 de locuitori. Principala activitate a fost producția de remorci în fabrica „FAK Loznica. Fabrica de textile s-a numit „Moda” Loznica. 
Producătorul italian de ciorapi și lenjerie de damă „Golden Lady” are o fabrică în Loznica, de unde exportă produse în țările Uniunii Europene. Deocamdată fabrica are peste 550 de lucrători. 
De asemenea, una din cele mai mari mine de litiu (mina Jadar) din Serbia cu rezerve totale de 125,3 milioane tone se află în Lozncica. 
Următorul tabel oferă o previzualizare a numărului total de persoane înregistrate angajate de persoane juridice după activitatea lor principală (în 2018): 
| Activitate                                                                     | Total |
| ------------------------------------------------------------------------------ | ----- |
| Agricultură, silvicultură și pescuit                                           | 153   |
| Minerit si cariere                                                             | 33    |
| Fabricație                                                                     | 4617  |
| Alimentare cu energie electrică, gaz, abur și aer condiționat                  | 238   |
| Rezerva de apa; activități de canalizare, gestionare și remediere a deșeurilor | 253   |
| Construcții                                                                    | 1198  |
| Comerț cu ridicata și cu amănuntul, reparații de autovehicule și motociclete   | 2867  |
| Transport și depozitare                                                        | 730   |
| Cazare și servicii alimentare                                                  | 730   |
| Informatie si comunicare                                                       | 183   |
| Activități financiare și de asigurare                                          | 196   |
| Activități imobiliare                                                          | 21    |
| Activități profesionale, științifice și tehnice                                | 546   |
| Activități de servicii administrative și de asistență                          | 261   |
| Administrație publică și apărare; securitate socială obligatorie               | 920   |
| Educație                                                                       | 1140  |
| Sănătate umană și activități de muncă socială                                  | 1.879 |
| Arte, divertisment și recreere                                                 | 221   |
| Alte activități de servicii                                                    | 383   |
| Muncitori agricoli individuali                                                 | 1065  |
| Total                                                                          | 17634 |

## Cultură
La Loznica, s-a născut actorul Aleksandar Gligorić.
În 1984, a fost fondat Muzeul Jadra ( Музеј Јадра). Acesta a fost inaugurat la 14 septembrie, pentru a marca cele două secole de la nașterea lui Vuk Stefanović Karadžić. Muzeul Jadra este unul complex și conține obiecte din toate domeniile vieții și ale oamenilor care au trăit în zona Jadra, din preistorie până în 1950.

### Sport
Clubul local de fotbal din Loznica se numește FK Loznica, această joacă meciurile de acasă pe stadionul Lagator. 

## Orașe înfrățite
- Płock, Polonia
- Ivanić-Grad, Croația

## Oameni notabili
- Jovan Cvijić, geograf, președinte al Academiei Regale Sârbe de Științe și rector al Universității din Belgrad
- Vuk Stefanović Karadžić, lingvist, născut în Tršić, educat la Tronoša
- Dragan Kojić Keba, cântăreț
- Sinan Sakić, cântăreț
- Momčilo Spremić, istoric
- Aleksandra Crvendakić, jucătoare de baschet, medaliată cu bronz olimpic
- Branko Lazić, jucător de baschet, medaliat cu argint la EuroBasket
- Aleksandar Gligoric, actor;
- Jovan Cvijić (1865 - 1927), geograf, etnograf, geolog;
- Zoran Stefanovici (n. 1969), scriitor;
- Zlatko Junuzović (n. 1987), fotbalist;
- Ranko Despotović (n. 1983), fotbalist;
- Vladimir Stojković (n. 1983), fotbalist;
- Nemanja Maksimović (n. 1995), fotbalist.